# Liste der Bischöfe von Argyll
Die folgenden Personen waren Bischöfe von Argyll (Schottland):
| Bischöfe von Argyll                                           | Bischöfe von Argyll     | Bischöfe von Argyll                  |
| Name (Lebensdaten)                                            | Amtszeit                | Anmerkung                            |
| ------------------------------------------------------------- | ----------------------- | ------------------------------------ |
| Harald † zwischen 1228 und 1236                               | 1192/1193 bis 1228/1236 |                                      |
| William † 1241                                                | 1239 bis 1241           |                                      |
| Alan † 1262                                                   | 1250 bis 1262           |                                      |
| Laurence de Erganis † nach 29. Oktober 1262                   | 1263 bis 1299           |                                      |
| Andrew † zwischen 1341 und 1342                               | 1300 bis 1341/1342      |                                      |
| Angusde Ergadia                                               | 1341/1342 bis 1343      | er wurde gewählt, aber nicht geweiht |
| Martin † nach 1387                                            | 1344 bis 1387           |                                      |
| John Dugaldi                                                  | 1387 bis ?              |                                      |
| Bean Johannis                                                 | 1397 bis ?              |                                      |
| Fionnlagh von Albany † 1426                                   | 1420 bis 1426           |                                      |
| George Lauder † zwischen 1461 und 1462                        | 1427 bis 1461/1462      |                                      |
| Robert Colquhoun † nach 13. Februar 1496                      | 1475 bis 1496           |                                      |
| David Hamilton † zwischen 28. März 1522 und 13. Dezember 1523 | 1497 bis 1522/1523      |                                      |
| Robert Montgomery † nach 29. August 1538                      | 1525 bis 1538           |                                      |
| William Cunningham                                            | 1539 bis 1553           | er wurde abgesetzt                   |

## Bischöfe derChurch of Scotland
| Bischöfe von Argyll                              | Bischöfe von Argyll | Bischöfe von Argyll                                                |
| Name (Lebensdaten)                               | Amtszeit            | Anmerkung                                                          |
| ------------------------------------------------ | ------------------- | ------------------------------------------------------------------ |
| James Hamilton † 6. Januar 1580                  | 1553 bis 1580       |                                                                    |
| Neil Campbell † nach 21. Juli 1627               | 1580 bis 1608       |                                                                    |
| John Campbell † Januar 1613                      | 1608 bis 1613       |                                                                    |
| Andrew Boyd † 22. Dezember 1636                  | 1613 bis 1636       |                                                                    |
| James Fairlie † zwischen 7. und 21. Februar 1658 | 1637 bis 1638       |                                                                    |
| Auflösung des Bistums                            | 1638 bis 1661       |                                                                    |
| David Fletcher (Bischof) † März 1665             | 1661 bis 1665       |                                                                    |
| John Young † Juni 1665                           | 1665                | er starb vor seine Weihe zum Bischof                               |
| William Scroggie † 27. Januar 1675               | 1666 bis 1698       |                                                                    |
| Arthur Rose † 13. Juni 1704                      | 1675 bis 1679       | danach Bischof von Galloway, Erzbischof von Glasgow und St Andrews |
| Colin Falconer † 11. November 1686               | 1679 bis 1680       | danach Bischof von Moray                                           |
| Hector MacLean † 1687                            | 1680 bis 1687       |                                                                    |
| Alexander Monro                                  | 1688                | nur gewählt; das Bistum wurde danach aufgelöst.                    |

## Bischöfe derrömisch-katholischen Kirche
| Bischöfe von Argyll                       | Bischöfe von Argyll | Bischöfe von Argyll                            |
| Name (Lebensdaten)                        | Amtszeit            | Anmerkung                                      |
| ----------------------------------------- | ------------------- | ---------------------------------------------- |
| Angus MacDonald † 29. April 1900          | 1878 bis 1892       | danach Erzbischof von St Andrews und Edinburgh |
| George Smith † 18. Januar 1918            | 1892 bis 1918       |                                                |
| Donald Martin † 6. Dezember 1938          | 1919 bis 1938       |                                                |
| Donald Alphonsus Campbell † 22. Juni 1963 | 1939 bis 1945       | danach Erzbischof von Glasgow                  |
| Kenneth Grant † 7. September 1959         | 1945 bis 1959       |                                                |
| Stephen McGill PSS † 9. November 2005     | 1960 bis 1968       | danach Bischof von Paisley                     |
| Colin Aloysius MacPherson † 24. Mrz 1990  | 1968 bis 1990       |                                                |
| Roderick Wright † 23. Mai 2005            | 1990 bis 1996       | trat aus persönlichen Gründen zurück           |
| Ian Murray                                | 1999 bis 2008       |                                                |
| Joseph Anthony Toal                       | 2003 bis 2014       | danach Bischof von Motherwell                  |
| Brian McGee                               | seit 2015           |                                                |